# Sestakovaia
Sestakovaia – rodzaj pająków z rodziny obniżowatych. Obejmuje dwa opisane gatunki.

## Taksonomia
Takson ten wprowadzony został w 2021 roku przez Alirezę Zamaniego i Jurija Marusika na łamach „ZooKeys”. Nazwę rodzajową nadano na cześć słowackiej arachnolog, Anny Šestákovej. Gatunkiem typowym wyznaczono opisanego w tej samej publikacji S. hyrcania.
W sumie do rodzaju tego zalicza się dwa opisane gatunki:
- Sestakovaia annulipes (Kulczyński, 1897)
- Sestakovaia hyrcania Zamani & Marusik, 2021

## Morfologia i zasięg
Pająki osiągające około 2 mm długości i 1,5 mm szerokości karapaksu. W ubarwieniu zarówno karapaksu, jak i opistosomy (odwłoka) występuje wyraźny wzór. Szczękoczułki samca są pozbawione modyfikacji, u obu płci osiągają około ⅓ długości karapaksu. Nogogłaszczki samca są krótkie, nie dłuższe niż karapaks. Na tle podrodziny wyróżniają się zakrzywioną apofizą retrolateralną goleni z wierzchołkiem skierowanym grzbietowo-przednio, spiczastym u S. hyrcania i zaokrąglonym u S. annulipes. Embous ma duże rozmiary i skomplikowaną budowę. Genitalia samicy pozbawione są delikatnego kapturka przedniego.
Rodzaj palearktyczny. S. annulipes rozmieszczony jest od południowych części Europy Środkowej i Wschodniej przez Bałkany po Turcję, natomiast S. hyrcania znany jest tylko z północnego Iranu.